# كابنزال
كابنزال بلدية في ولاية سانتا كاتارينا في المنطقة الجنوبية من البرازيل.